# Trogon muriciensis
Trogon muriciensis (лат.) — вид птиц из семейства Trogonidae. Описан в 2021 году группой учёных из США, Канады, Бразилии и Парагвая, выделен из ранее известного вида Trogon rufus.

## Распространение
Эндемики Атлантического леса, известны только с территории Бразилии (штат Алагоас, экологическая станция Муриси). Указывается, что вид мог быть распространен более широко до постигшего регион обезлесения.

## Описание
Ярко окрашенные птицы. От большинства других видов трогонов этих птиц отличают зелёная голова и одновременно цитрусово-желтое брюшко.